# Zona torrida
La zona torrida o zona tropicale è la zona del globo terrestre compresa tra i due tropici: il Tropico del Cancro a Nord e il Tropico del Capricorno a Sud, delimitata quindi dai paralleli di latitudine 23° 27' Nord e 23° 27' Sud, estendendosi per 46° 54.

## Descrizione
È caratterizzata dal fatto che i giorni e le notti sono prossimi entrambi alle 12 ore durante tutto l'anno. Questo è dovuto al fatto che i raggi solari (a mezzogiorno) sono sempre quasi perpendicolari al terreno determinando un clima abbastanza costante durante tutto l'arco dell'anno. È l'unica zona in cui è possibile osservare il fenomeno del sole allo zenit: quando i raggi del sole arrivano al suolo perpendicolari facendo scomparire tutte le ombre. Questo fenomeno capita durante il mezzogiorno del 21 giugno (solstizio d'estate) al Tropico del Cancro e il 22 dicembre (solstizio d'inverno) al Tropico del Capricorno; nelle altre zone comprese nella fascia capita invece due volte all'anno. È caratterizzata da due diversi climi:
- clima tropicale umido (stagione delle piogge)
- clima tropicale secco (stagione secca)

Le temperature medie di questa zona sono tra le più elevate del pianeta causando una forte evaporazione delle acque (ci sono fiumi e laghi che annualmente o saltuariamente vengono completamente prosciugati dall'evaporazione) e un clima costantemente caldo. In tale fascia si alternano regioni caratterizzate da forti precipitazioni che generano le foreste tropicali o pluviali a zone dove le precipitazioni sono molto scarse dove si sono creati i più grandi e aridi deserti della Terra.
In questa fascia non possono esserci nevicate a basse quote.
L'acqua superficiale degli oceani, riscaldata dal Sole, forma varie correnti marine, tra le quali è famosa la corrente del Golfo che mitiga gli inverni nell'ovest dell'Europa.